# Valentín Carderera Solano
Valentín Carderera Solano (Osca, 1796 - Madrid, 1880) va ser un divulgador de les arts i pintor aragonès d'estil academicista. Va obtenir el reconeixement de ser nomenat pintor de cambra de la reina Isabel II.

## Biografia
Va estudiar en la Universitat Sertoriana d'Osca i més tard va aprendre dibuix a Saragossa i Madrid, on va ser deixeble de Maella. En 1822 aconsegueix una beca per estudiar a Roma pensionat pel duc de Villahermosa, recorrent Itàlia fins a 1831, viatges que es plasmarien en àlbums gràfics. Allí es va iniciar en els estudis antiquaris i va entrar en contacte amb el Romanticisme, l'estètica del qual en serà un dels impulsors en tornar a Espanya.

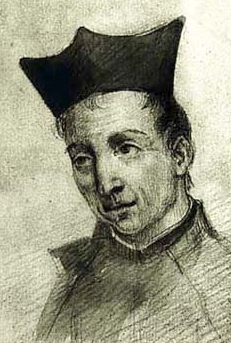
Retrat de Baltasar Gracián per Carderera.

Des de molt jove es va interessar pel col·leccionisme d'antiguitats, llibres valuosos i obres artístiques, especialment gravats, estampes i pintures. Va proveir amb fons de la seva pròpia col·lecció la creació del Museu d'Osca en 1873 que anava a ocupar el recinte de l'antiga Universitat. També va reunir una notable quantitat de Francisco de Goya. A les pàgines d'El Artista va aparèixer un article seu en 1835 que va significar la primera biografia espanyola del genial aragonès. Des de 1838 va formar part de la junta del Museu Nacional i del Museu Reial de Pintura i Escultura. També va ser membre de la Reial Acadèmia de San Fernando i de la Reial Acadèmia de la Història, i va ensenyar Teoria i Història de les Belles arts en l'Acadèmia de San Fernando.
Com a pintor va destacar en el gènere del retrat, on deixa notar la influència dels Madrazo amb una línia acabada i preocupada pel detall d'una estètica clarament neoclassicista, encara que per moments s'albira un alè romàntic; fruit del seu interès pel retrat és la seva monumental col·lecció de dibuixos de personatges il·lustres d'Espanya de totes les èpoques: Iconografía española (1855, ampliada en 1864), que constitueix la seva obra cabdal. Per poder pagar aquesta obra eminent va haver d'endeutar-se tant que va haver de vendre a la Biblioteca Nacional de Madrid la seva extraordinària col·lecció d'estampes, que catalogaria de seguida l'eficient Isidoro Rosell y Torres.
El més conegut dels retrats de Baltasar Gracián és un dibuix idealitzat fet a partir dels mediocres quadres dels segles XVII i XVIII que conserven la idea iconogràfica de l'escriptor barroc. També va conrear temes històrics i al·legòrics; i va concórrer a exposicions internacionals (París, 1855 o Londres, 1862).
Com a escriptor va publicar estudis en les principals revistes culturals de la seva època: El artista, Semanario Pintoresco Español, El Museo Universal, o la francesa Gazette des Beaux-Arts. També edità els Discursos practicables del nobilísimo arte de la pintura de Jusepe Martínez (Madrid: impr. de M. Tello, 1866).

## Obres

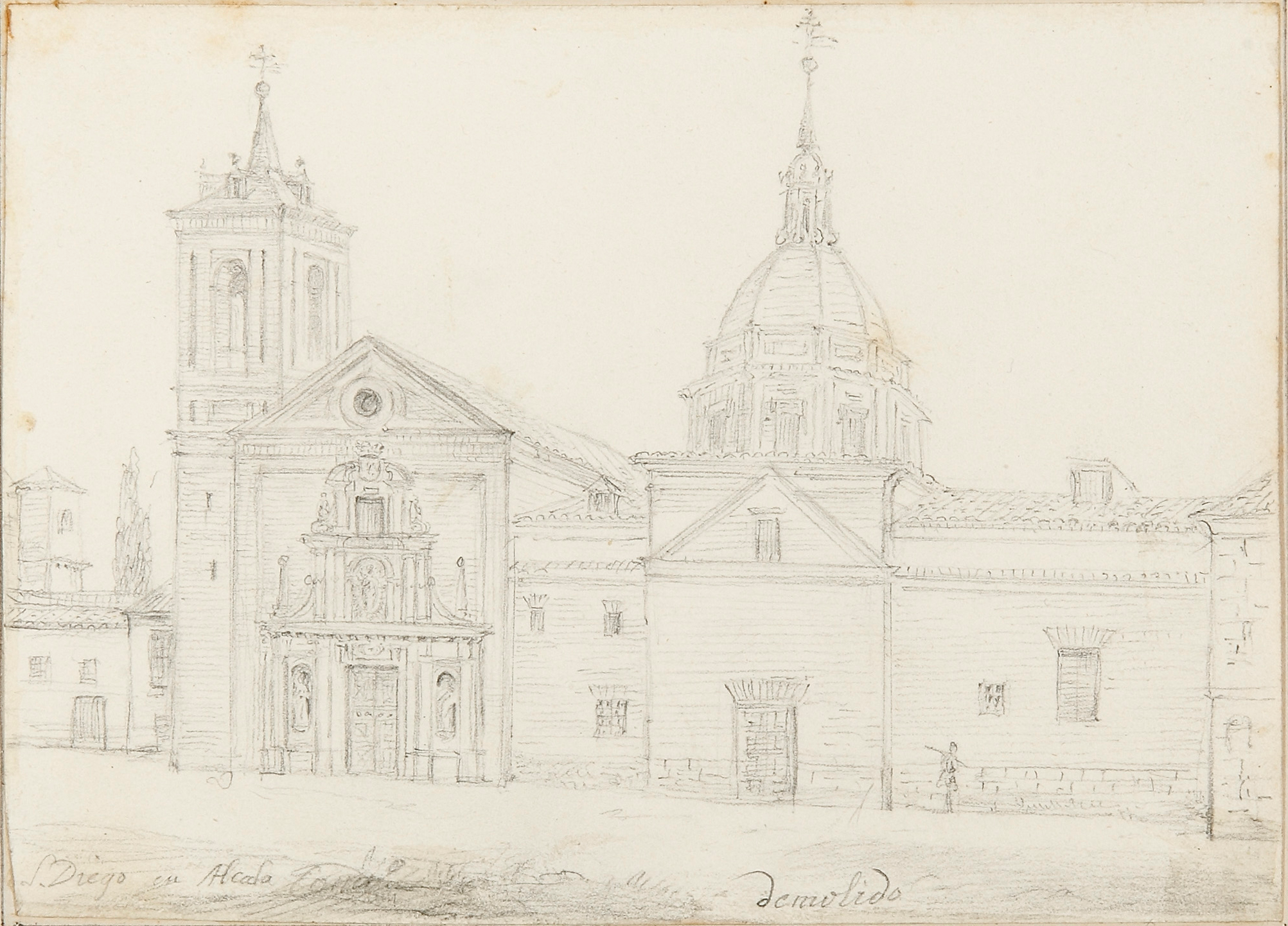
Façana de l'antic Monestir de San Diego a Alcalá de Henares, dibuix a llapis entre 1820 i 1859.

- Catálogo y descripción sumaria de retratos antiguos... coleccionados por D. Valentin Carderera y Solano. Madrid: impr. de M. Tello, 1877.
- Iconografía espan̂ola : Colección de retratos, estaluas, mausoleos y demás monumentos inéditos de reyes, reinas, grandes capitanes, escritores, etc. desde el siglo XI hasta el XVII, copiados de los originales por... Valentin Carderera y Solano... con texto biográfico y descriptivo, en espan̂ol y francés Madrid: impr. de R. Campuzano, 1855-1864.
- Estudios sobre Goya (1835-1885) Zaragoza: Institución Fernando el Católico, 1996.
- Informe sobre los retratos de Cristobal Colon, su trage y escudo de armas. Leído á la real Academia de la historia, por su autor Don Valentin Carderera. Madrid: Imprenta de la Real Academia de la Historia, 1851.